# إن شاء الله الأحد (فلم)
إن شاء الله الأحد (بالفرنسية Inch'Allah Dimanche) هو فيلم روائي طويل فرنسي جزائري للمخرجة يمينة بن قيقي، صدر عام 2001. يتحدث عن حياة إمرأة جزائرية مهاجرة في فرنسا. على الرغم من أنه أول فيلم روائي طويل ليمينة إلا أنه يصف إلى حد كبير تجربة عائلتها في الهجرة إلى فرنسا والصراعات من أجل الاستقلال الذاتي التي لا تزال تواجهها النساء الجزائريات حتى اليوم.
حاز الفيلم على مجموعة متنوعة من الجوائز الدولية بما في ذلك جائزة النقاد الدولية لعام 2001 في مهرجان تورنتو السينمائي الدولي. بعد هجمات 11 سبتمبر اقترح على ليمينة تغيير اسم الفيلم إلا أنها اختارت الاحتفاظ بالعنوان الأصلي كونه يحتوي على كلمات عربية. يستكشف هذا الفيلم تعقيدات الهجرة ودور المرأة في المجتمع الجزائري. كتب أغاني الفيلم المغني والمؤلف إيدير.

## وصلات خارجية
- مقالات تستعمل روابط فنية بلا صلة مع ويكي بيانات